# Sauvigny-les-Bois
 Sauvigny-les-Bois  es una población y comuna francesa, situada en la región de Borgoña, departamento de Nièvre, en el distrito de Nevers y cantón de Imphy.

## Demografía
| 947 | 1140 | 1306 | 1390 | 1591 | 1527 |
| Para los censos de 1962 a 1999 la población legal corresponde a la población sin duplicidades (Fuente: INSEE [Consultar]) |      |      |      |      |      |